# Sweet chick girl
『Sweet chick girl』（スウィート チック ガール）は、田村ゆかりの通算1作目となる映像作品。2002年10月23日にコナミより発売、キングレコードより販売された。

## 概要
3枚目のシングルのタイトル曲「Baby's Breath」と『Love♡parade』のカップリングである「追い風」のPVを始め、レコーディングやジャケット撮影の模様を収録している。ラジオ番組『田村ゆかりのはぁとのためいき』の録音風景も見ることができる。「ねこと遊ぼう!」では、『ねこたまキャッツリビン』で田村がねことふれ合っている模様が収録されている。

## 収録内容
1. オープニング
2. レコーディング
3. ジャケット撮影
4. メイキングその1
5. Baby's Breath
6. ねこと遊ぼう!
7. はぁとのためいき
8. メイキングその2
9. 追い風
10. エンディング

ゆかりんのおまけ
- 「天使は瞳の中に」発売記念イベント名場面集
- 「Love♡parade」発売記念イベントダイジェスト
- 「Baby's Breath」迷場面